# DVJ
DVJ, kort för Digital Video Jockey, är en diskjockey som spelar musikvideor. Just nu[när?] i Sverige finns bara ett fåtal DVJ:ar. Pionjärer som DVJ i Sverige är bland annat DJ STQ, Jonas Engstöm, Global Veejays och DJ Ken.